# Ochthera hainanensis
Ochthera hainanensis är en tvåvingeart som beskrevs av Zhang och Yang 2006. Ochthera hainanensis ingår i släktet Ochthera och familjen vattenflugor. Inga underarter finns listade i Catalogue of Life.